# Adam Irigoyen
Adam Irigoyen, född 5 augusti 1997 i Miami, Florida, är en amerikansk skådespelare, sångare, rappare och dansare. Han är mest känd för rollen som "Deuce Martinez" i Disney Channel-serien Shake It Up.